# Бухалковиден плаун
Бухалковидният плаун (Lycopodium clavatum), също бухалчест плаун, е един от най-често срещаните видове плауновидни растения. Въпреки че е разпространен почти по целия свят, включително и в България, той се среща предимно в незасегнати от земеделието местности и в някои райони е застрашен вид.
Бухалковидният плаун е спорово васкуларно растение, обикновено плъзящо по земята със стъбла, достигащи 1 m дължина. Стъблата са разклонени и гъсто покрити с малки спирално подредени листа. Те са с дължина 3 – 5 mm и ширина 0,7 – 1 mm, стесняващи се към върха. Спороносните разклонения на стъблото се издигат на 5 – 15 cm над земята и имат по-малко листа от хоризонталните разклонения. Спорофилите са жълто-зелени, дълги 2 – 3 cm и широки 5 mm. Хоризонталните стъбла образуват корени на малки интервали по дължината си, като по този начин могат да растат на неограничено разстояние.
Спорите на бухалковидния плаун, при достатъчно голяма концентрация във въздуха, действат като експлозив. В ранните години на фотографията те са използвани вместо светкавица.